# La Urz
La Urz es una localidad de España perteneciente al municipio de Riello en la comarca de Omaña,
provincia de León, comunidad autónoma de Castilla y León. Antiguamente formaba parte del concejo de Villamor de
Riello.

## Geografía física
Está situada a media ladera, a una altitud de 1220 m por encima del valle del arroyo Curueña. Las poblaciones más cercanas son Bonella y Socil al sur, Curueña al norte, y Villarín de Riello y Robledo de Omaña al oeste.
Según la clasificación climática de Köppen, la población está en una zona Csb, que corresponde a un clima mediterráneo de veranos suaves; las temperaturas medias del mes más cálido no superan 22 °C,  se sobrepasan los 10 °C  durante cinco o más meses y las medias anuales están por debajo de los 9 °C, con precipitaciones cerca de los 1000 mm anuales, nevadas invernales y veranos secos.

## Geografía humana
Según el Instituto Nacional de Estadística de España, La Urz contaba solo con 24 habitantes en 2015, de los que trece eran hombres y once mujeres, un 13,5 % con respecto a 1920, cuando tenía 177 habitantes según el censo de Mourille.
El descenso demográfico es consecuencia de la emigración que se produjo durante el siglo XX y del consiguiente envejecimiento de la población.
| Gráfica de evolución demográfica de La Urz entre 2000 y 2015                                          |
| |
| Población según la relación de unidades poblacionales del Instituto Nacional de Estadística (España). |

## Comunicaciones
Se llega a la población a tomando la carretera comarcal CV 128 en Riello.

## Patrimonio
Del patrimonio histórico de la población destacan la iglesia parroquial de San Miguel y la Casa del Cura, construida en el siglo XVII para el licenciado Pedro de Rabanal y Bardón y que posee una fachada blasonada. En las proximidades del pueblo se encuentran las ruinas de un convento y una necrópolis, ambos de la era medieval.